# برندا فیشر

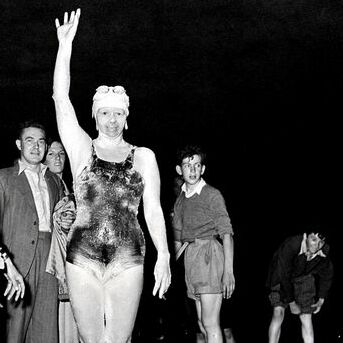
برندا فیشر - ۱۹۵۱

برندا فیشر (به انگلیسی: Brenda Fisher) (زادهٔ ۱۹۲۷) شناگر اهل بریتانیا است.